# La síndrome d'un estiu sense fi
La síndrome d'un estiu sense fi (títol original en francès, Le syndrome de l'été sans fin) és una pel·lícula de thriller de 2023 dirigida per Kaveh Daneshmand. A la pel·lícula, Sophie Colon interpreta una advocada que descobreix que el seu marit té una aventura amb un dels seus dos fills adoptius. La pel·lícula és una coproducció entre la República Txeca i França i es va estrenar al Festival de Cinema Nits Negres de Tallinn a mitjans de novembre de 2023. Va arribar als cinemes txecs el novembre de 2024. S'ha doblat i subtitulat al català.

## Sinopsi
L'advocada francesa Delphine sembla que ho té tot. Està casada amb l'Antoine, que estima els seus fills adoptius Aslan i Adia tant com a ella mateixa. La Delphine està orgullosa de la seva família "multinacional". Quan un dia rep una trucada anònima d'una dona que li diu que l'Antoine, borratxo, li havia dit que tenia una aventura amb un dels seus fills adoptius, la seva vida es capgira. La Delphine no sap si això implica l'Aslan o l'Adia i decideix esbrinar la veritat observant la seva família.

## Producció
El rodatge va tenir lloc als municipis de Corrèsa, La Ròcha de Canilhac i Sent Pardós l'Ortigier, a la regió de la Nova Aquitània.